# Меномини
Меномини са северноамериканско индианско племе, населявали днешния щат Уисконсин, САЩ. Принадлежат към алгонкинското езиково семейство. Името им означава „хората на дивия ориз“, тъй като тази зърнена култура е била тяхна основна храна.

## История
Живеели са първоначално в териториите между езерата Хюрън и Мичиган. Изхранвали са се с улов на риби и събиране на див ориз. Племето е било разделено на пет основни клана: на Мечката, на Вълка, на Лоса, на Орела и на Жерава.
След като продават земята си на американското правителство със серия договори между 1821 – 1848 г. са преместени да живеят в резервата Menominee Indian Reservation в североизточен Уисконсин. Днес резерватът все още съществува и в него живеят около 3000 меномини. Основният поминък на днешните меномини е хазартът – в резервата оперира хотел с казино, в което са заети над 500 души.